# Eddy Peelman
Eddy Peelman (Dendermonde, 8 agosto 1947) è un ex ciclista su strada olandese, professionista dal 1968 al 1978 e vincitore di nove tappe alla Vuelta a España.

## Palmarès
- 1969

2ª tappa Tour de l'Oise (Compiègne > Beauvais)
- 1970

1ª tappa Vuelta a España (Cadice > Jerez de la Frontera)
6ª tappa Vuelta a España (Calp > Burriana)
- 1971

3ª tappa Tour d'Indre-et-Loire (Saint-Avertin > Tours)
2ª tappa Vuelta a España (Águilas > Calp)
6ª tappa Vuelta a España (Salou > Barcellona)
13ª tappa Vuelta a España (Vitoria > Torrelavega)
- 1972

7ª tappa, 1ª semitappa Parigi-Nizza (Hyères > Nizza)
Omloop van Midden-Brabant
Gullegem Koerse
- 1973

4ª tappa Vuelta a Levante (Alicante > Novelda)
5ª tappa Vuelta a Levante (Novelda > Silla)
4ª tappa Setmana Catalana (Montserrat > Castelldefels)
5ª tappa, 2ª semitappa Setmana Catalana (Sabadell > L'Hospitalet de Llobregat)
15ª tappa, 1ª semitappa Vuelta a España (Bilbao > Torrelavega)
17ª tappa, 1ª semitappa Vuelta a España (Miranda de Ebro > Tolosa)
Omloop van Midden-Vlaanderen
- 1974

4ª tappa Giro del Mediterraneo (Sainte-Maxime > La Crau)
Gran Premio de Valencia
1ª tappa Vuelta a Levante (Vila-real > Gandia)
4ª tappa Vuelta a Levante (Elche > Xàtiva)
6ª tappa Vuelta a Levante (Valencia > Valencia)
1ª tappa Vuelta a España (Almería > Almería)
6ª tappa Vuelta a España (Cordova > Ciudad Real)
Omloop Schelde-Durme
2ª tappa, 1ª semitappa Tour de l'Aude (Limoux > Belvèze-du-Razès)
- 1975

4ª tappa Vuelta a Andalucía (Cordova > Siviglia)
Gran Premio de Valencia
2ª tappa Giro di Catalogna (Tarragona > Artesa de Segre)
4ª tappa Giro di Catalogna (Camprodon > Le Barcarès)
2ª tappa, 1ª semitappa Vuelta a La Rioja (Logroño > Logroño)
- 1976

4ª tappa Vuelta a Aragón

### Altri successi
- 1971

Classifica traguardi volanti Giro dei Paesi Baschi
- 1973

Prologo Giro del Belgio (cronosquadre)

## Piazzamenti

### Grandi Giri
- Tour de France

1970: ritirato (13ª tappa)
1971: 88º
1975: ritirato (13ª tappa)
- Vuelta a España

1970: ritirato (9ª tappa)
1971: ritirato (14ª tappa)
1973: 61º
1974: 55º
1975: non partito (5ª tappa)